# L'Anti-Œdipe
 (mars 2023).
L'Anti-Œdipe est le premier des deux volumes ayant pour sous-titre Capitalisme et schizophrénie (le second sera Mille Plateaux) dans la collaboration entre le philosophe Gilles Deleuze et le philosophe et psychanalyste Félix Guattari.
L'Anti-Œdipe est publié en 1972.

## Situation et controverses
'l'Anti-Œdipe est une généalogie culturelle et intellectuelle qui part de Freud et l'expansion de la psychanalyse, va ensuite de Reich (La fonction de l'orgasme) à Marcuse (Eros et civilisation) puis de Foucault (Histoire de la folie à l'âge classique) à l'antipsychiatrie (La politique de l'expérience de Laing) ou encore D. H. Lawrence (Eros et les chiens) et Henry Miller (Hamlet). Cet opus fait partie des œuvres qui, à l'instar de celles de quelques contemporains (Foucault, Lyotard, Baudrillard), amenèrent à reconsidérer la question du pouvoir, et notamment celle de savoir comment le pouvoir répressif peut être reconduit par les opprimés eux-mêmes. Livre philosophique important de la conjoncture Mai 68, 'l'Anti-Œdipe eut un écho retentissant notamment chez des auteurs redécouverts aujourd'hui par la pensée queer, comme Hocquenghem (Le désir homosexuel) ou Wittig (La Pensée straight), ou encore chez les autonomes italiens des années 70, comme Bifo (Radio Alice, Radio libre).

### Rapports à la psychanalyse
Selon Didier Eribon, ce livre est « une critique de la normativité psychanalytique et de l’Œdipe » et « une mise en question dévastatrice de l'œdipinianisme ».
Dans 'l'Anti-Œdipe, Deleuze et Guattari s'en prennent surtout au travail de Jacques Lacan. Florent Gabarron-Garcia s'est interrogé à ce sujet: « S’agit-il seulement d’œdipianiser même le schizo ? ou s’agit-il d’autre chose, ou même du contraire ? De schizophréniser, schizophréniser le champ de l’inconscient». « C’est tout cet envers de la structure que Lacan découvre avec  le “a” comme machine, et le “A” comme sexe non humain :  schizophréniser le champ analytique, au lieu d’œdipianiser le champ psychotique »  (L'Anti-Œdipe, p. 369).

## Table des matières de l'ouvrage
- Chapitre I : Les machines désirantes.

1. La production désirante – 2. Le corps sans organes – 3. Le sujet et la jouissance – 4. Psychiatrie matérialiste – 5. Les machines – 6. Le tout et les parties
- Chapitre II : Psychanalyse et familialisme, la sainte famille.

1. L'impéralisme d'Œdipe – 2. Trois textes de Freud – 3. La synthèse connective de production – 4. La synthèse disjonctive d’enregistrement – 5. La synthèse conjonctive de consommation – 6. Récapitulation des trois synthèses – 7. Répression et refoulement – 8. Névrose et psychose – 9. Le processus
- Chapitre III : Sauvages, barbares, civilisés.

1. Socius inscripteur – 2. La machine territoriale primitive – 3. Problème d'Œdipe – 4. Psychanalyse et ethnologie – 5. La représentation territoriale – 6. La machine despotique barbare – 7. La représentation barbare ou impériale – 8. L'Urstaat – 9. La machine capitaliste civilisée – 10. La représentation capitaliste – 11. Œdipe enfin
- Chapitre IV : Introduction à la schizo-analyse.

1. Le champ social – 2. L'inconscient moléculaire – 3. Psychanalyse et capitalisme – 4. Première tâche positive de la schizo-analyse – 5. Seconde tâche positive
- Index des noms propres
- Appendice : Bilan-programme pour machine désirantes